# Honorat de Marseille
Honorat de Marseille (latin Honoratus Massiliensis), né vers 930 certainement dans la vicomté de Marseille et mort probablement le 6 février 976, dans la même ville, est évêque de Marseille du milieu du Xe siècle sous le nom d'Honorat II.
Son frère Guillaume de Marseille est le premier vicomte de Marseille. Sa famille occupera cet évêché sans interruption, par un frère, un fils ou un neveu des vicomtes régnants, pendant cent vingt-cinq ans, de 948 à 1073.

## Biographie

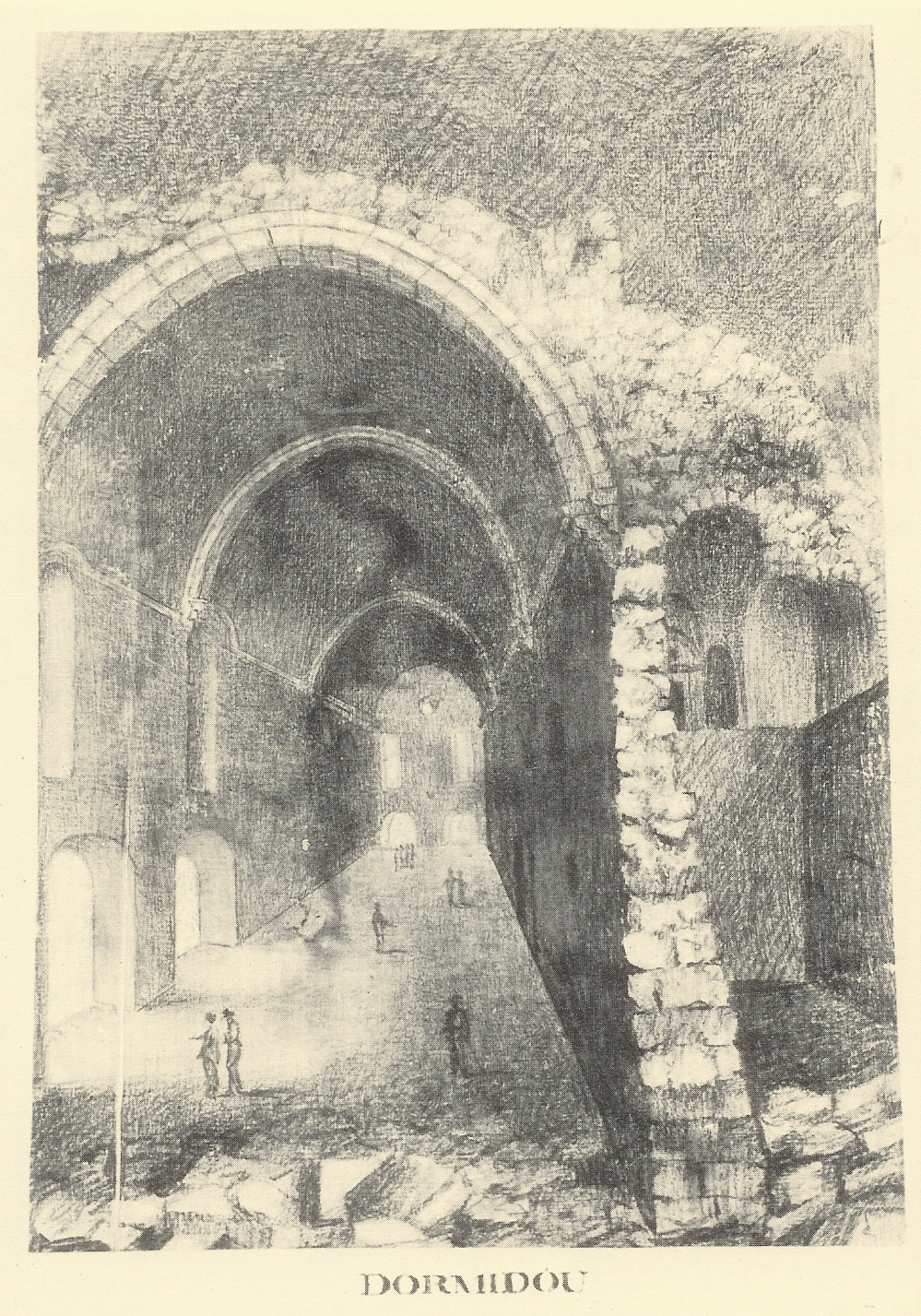
Dortoir de l’abbaye Saint-Victor de Marseille.

Il succède comme évêque à Drogo, qui avait du par le passé fuir les Sarrasins. Dès son investiture en 948, Arlulf de Marseille, futur beau-père du premier vicomte de Marseille annexe l'évêché et le donne à un frère de son futur gendre, Honoratus de Marseille.. Honorat est nommé évêque de Marseille très jeune le 7 octobre 948, dans un échange entre Theusinde, l'archevêque Manassès et le chapitre d'Arles. L'évêque, alors, rentre en ville et s'applique à ressaisir les biens de son église. 

### L’abbaye Saint-Victor de Marseille
Guillaume de Marseille et Honorat commencent à relever de ses ruines l’abbaye Saint-Victor de Marseille dont les Sarrasins n'avaient pas laissé une pierre debout. Les exhortations d'Uwifret, abbé de Saint-Victor, les poussent à multiplier les dépenses. Il laissera à Ysarn, son successeur, la gloire de mettre la dernière main à la restauration de l'édifice.
Il fait restituer par les comtes de Provence les biens usurpés jadis par les comtes francs. Au mois de mars 965, à la prière d'Honorat, le comte Boson restitue à l'abbaye de Saint-Victor de Marseille ses propriétés. 
Il rétablit la vie monastique et donne des abbés aux religieux qu'il y a introduit. Il forme une congrégation de moines bénédictins, en 966.

### La ville

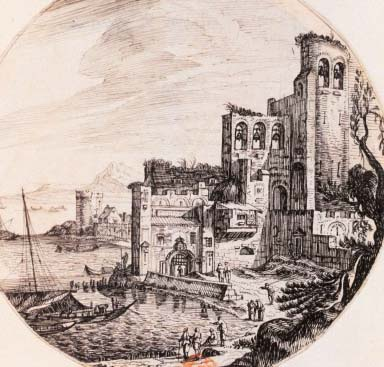
La Major de Marseille.

À cette époque, à Marseille, la ville supérieure, qui est appelée épiscopale, n'a pas une grande importance et n'est pas peuplée. Elle est principalement habitée par les pêcheurs qui forment une corporation composée d'environ six cents chefs de familles, lesquels nomment, toutes les années, quatre d'entre eux, appelés Probi Hommes Piscatorum. L'élection a lieu le jour de saint Étienne. Ce tribunal juge souverainement et sans appel, sans écriture et sans formalités judiciaires, tous les différends relatifs à la pêche. La ville haute renferme dans son enceinte la Major et ses environs, et va aboutir à l'esplanade qui est au-devant de l'église Saint-Laurent. Cette ville est encore divisée en deux parties soumises à une juridiction différente. Il y a la juridiction de l'évêque proprement dite, et celle du prévôt et du chapitre de la cathédrale. 

### La fin de sa vie
Honorat paraît encore le 31 octobre 966 et meurt le 6 février d'une année que l'on croit être 976. Pons Ier, son neveu lui succède comme évêque de Marseille, l'administration des deux villes, haute et basse est presque sous une seule autorité et reste dans la famille vicomtale.

## Divers
Il a également existé un philosophe cynique répondant au nom d'Honoratus.